# 中華人民共和国国家発展改革委員会

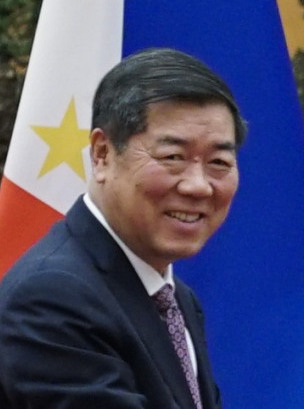
何立峰

中華人民共和国国家発展改革委員会（ちゅうかじんみんきょうわこくこっかはってんかいかくいいんかい、英語表記：National Development and Reform Commission (NDRC)）は、中華人民共和国国務院に属する行政部門。略称は「国家発改委」。

## 概要
経済と社会の政策の研究、経済のマクロ調整などを行う。前身は1952年に成立した国家計画委員会。成立当初は中央人民政府国家計画委員会として政務院（後の国務院）と並立する機関であったが、1954年9月の中華人民共和国憲法制定による国家機構の再編により、国務院の組成部門に改組されて中華人民共和国国家計画委員会と改称した。1998年3月の朱鎔基内閣発足時に国家発展計画委員会に改組。2003年3月、温家宝内閣発足時に現在の国家発展改革委員会に改組された。経済政策を一手に握る職務的重要性から小国務院とも呼ばれ、歴代の指導者は国務院副総理や国務委員が兼任する例が多い。また、近年では主任経験者が経済担当の副総理、国務委員へと昇格している。
傘下には9研究所を要するマクロ研究院（宏観研究院）が設置され、特にエネルギー研究所（能源研究所）は中国のグローバルエネルギー戦略研究の要として位置づけられる。

## 歴代主任

### 国家計画委員会
中央人民政府国家計画委員会主席
- 高崗（1952年11月 - 1954年8月）

中華人民共和国国家計画委員会主任
- 李富春（1954年9月 - 1975年1月）
- 余秋里（1975年1月 - 1980年3月）
- 姚依林（1980年8月 - 1983年6月）
- 宋平（1983年6月 - 1987年6月）
- 姚依林（1987年6月 - 1989年12月）
- 鄒家華（1989年12月 - 1993年3月）
- 陳錦華（1993年3月 - 1998年3月）

### 国家発展計画委員会
- 曾培炎（1998年3月 - 2003年3月）

### 国家発展改革委員会
- 馬凱（2003年3月17日 - 2008年3月17日）
- 張平（2008年3月17日 - 2013年3月16日）
- 徐紹史（2013年3月16日 - 2017年2月24日[2]）
- 何立峰（2017年2月24日[2] - 2023年3月）
- 鄭柵潔（2023年3月 - 現任）